# (12284) Pohl
(12284) Pohl est un astéroïde de la ceinture principale.

## Description
(12284) Pohl est un astéroïde de la ceinture principale. Il fut découvert le 17 mars 1991 à l'Observatoire Palomar par Eleanor Francis Helin. Il présente une orbite caractérisée par un demi-grand axe de 3,18 UA, une excentricité de 0,20 et une inclinaison de 14,7° par rapport à l'écliptique.

## Compléments